# قسم رودبيش الريفي (مقاطعة فومن)
قسم رودبيش الريفي (بالفارسية: دهستان رودپیش) هي منطقة سكنية تقع في قسم في إيران. يقدر عدد سكانها بـ 14,666 نسمة .